# أحلام هند وكاميليا (فلم)
أحلام هند وكاميليا هو فيلم مصري عرض عام 1988، بطولة أحمد زكي ونجلاء فتحي وعايدة رياض. قصة وسيناريو وإخراج محمد خان وحوار مصطفى جمعة.

## قصة الفيلم
هند (عايدة رياض) فتاة ريفية مات زوجها سعد فألحقها خالها عبد الوهاب (أحمد حجازي) بالعمل في بيوت القاهرة، ويأخذ أجرها كل شهر بدعوى الصرف على أمها وإخوتها، وتعمل عند الست منيرة (شروق) وزوجها عبده (عبد العزيز عيسى) وترعى ابنهما الصغير ميمي (محمد رأفت). وقد تعرفت في العمارة على مدبرة منزل أخرى تدعى كاميليا (نجلاء فتحى)، مطلقة لعدم الإنجاب وتعيش مع أخيها سيد (محمد كامل) شبه العاطل وزوجته نعيمة (مهجة عبد الرحمن) وأولادهما، وتقوم بالإنفاق عليهم، وقد سعى أخيها سيد المدمن لتزويجها من المقاول عثمان (عثمان عبد المنعم) الذي يعمل عنده، لضمان عمل يومي. وتحت إلحاح أخيها ورغبتها في الراحة من عملها، وافقت على الزواج من عثمان الذي اكتشفت بخله فأصبحت تسرق النقود من جيبه. أما هند فقد تركت الشغل عند الست منيرة وتعمل في شقة أخرى، وقد تعرفت على عيد (أحمد زكى)الحرامى، وتحت دعوى الحب ووعده لها بالزواج أقامت معه علاقة، وقد استغل عيد وزميله أنور (حسن العدل) عملها وقاما بسرقة حقيبة من الشقة، فاضطرت هند للهروب من الشقة ولجأت إلى كامليا لتقيم عندها، ولكن عثمان لم يوافق وطرد الاثنتين.
استأجرت المرأتان حجرة، وأقامت هند نصبة شاي بجوار محطة أوتوبيس وأحضرت كاميليا بعض الخضروات وجلست بها في السوق. علمت كاميليا أن هند حامل فأجبرت عيد على الزواج بها، وفي وقت كتابة العقد، تشاجر عيد مع أحدهم ودخل السجن. وعقب خروجه، تزوج من هند وطلب من زميله أنور أن يترك له شقته. عمل عيد في تجارة العملة مع أحد التجار، بينما واصلت كاميليا عملها بالسوق، وكانت في انتظار مولود هند الذي كانت تنتظره بشغف بسبب حرمانها من الإنجاب. وضعت هند بنتًا أسمتها كاميليا «أحلام». استمر سيد في إدمانه وابتزازه لأخته كاميليا، ومحاولته لإعادتها لزوجها السابق عثمان دون جدوى. واستمرت العلاقة الطيبة بين الثلاثي هند وكاميليا وأحلام، بالإضافة إلى عيد الذي وقع في يديه 11 ألف جنيه بعد أن هرب من البوليس وأخفاهم بجوار منزل كاميليا في حفرة قبل أن يقبض عليه البوليس بأمر اعتقال بسبب تجارة العملة. حاول أنور أن يسترد المبلغ لمصلحة التاجر خوفًا منه على عيد دون جدوى، فتعدّى على هند لمعرفة مكان النقود أو مكان عيد. قارب عيد على الخروج من السجن، ولكن دخول أنور للسجن - بعد القبض عليه متلبسا - ورغبة عيد في الانتقام منه جعلته يرتكب جريمة اعتداء على أنور أبقته داخل السجن.
عثرت أحلام أثناء لعبها في التراب أمام منزل كاميليا على كيس النقود، وقررت هند وكاميليا أن يستمتعا بالنقود، وذهبا إلى الأسكندرية مع أحد سائقي التاكسي وصديقه اللذين خدّراهما ببعض العصير واستوليا على النقود وعلى مصاغهما وتركهما نائمتين على شاطيء البحر في الأسكندرية.

## طاقم التمثيل
- أحمد زكي: (عيد)
- نجلاء فتحي: (كاميليا)
- عايدة رياض: (هند)
- حسن العدل: (أنور)
- محمد كامل: (سيد)
- عثمان عبد المنعم: (عثمان)
- مهجة عبد الرحمن: (نعيمة)
- أحمد حجازي: (خال هند)

## فريق العمل
- إخراج: محمد خان
- قصة وسيناريو: محمد خان
- حوار: مصطفى جمعة
- مدير التصوير: محسن نصر
- مونتاج: نادية شكري
- إنتاج: الشركة العالمية للتليفزيون والسينما (حسين القلا)
- موسيقى تصويرية: عمار الشريعي
- توزيع: الشركة العالمية للتليفزيون والسينما (حسين القلا)

## عن الفيلم
- في الترشيحات الأولى، كان من المفترض أن تلعب فاتن حمامة دور هند، وسعاد حسني دور كاميليا.
- يحتل فيلم «أحلام هند وكاميليا» المركز رقم 36 في قائمة أفضل مئة فيلم مصري حسب استفتاء النقاد بمناسبة مرور 100 عام على أول عرض سينمائى بمدينة الإسكندرية (1896-1996) وكان الاختيار بداية من عام 1927 حيث تم عرض أول فيلم مصرى (ليلى 1927) وحتى عام 1996.
- حصل فيلم «أحلام هند وكاميليا» على جائزة أحسن فيلم من المركز الكاثوليكي المصري للسينما عام 1989.

## وصلات خارجية
- مقالات تستعمل روابط فنية بلا صلة مع ويكي بيانات

- أحلام هند وكاميليا في قاعدة بيانات الأفلام العربية